# Enrique Vargas Barrenechea
Enrique Máximo Vargas Barrenechea es un político peruano. Ocupó en dos oportunidades la gobernaduría regional de Áncash durante el impedimento del electo Waldo Ríos Salcedo por sus implicancias penales. 
Nació en Huaraz, Perú, el 23 de agosto de 1982 hijo de Máximo Vargas Soto y Magdalena Barrenechea Ágido. Cursó sus estudios primarios y secundarios. Entre 2008 y 2010 realizó estudios de gastronomía en la institución educativa El Bergel de Chile.
En el año 2005 se inscribió en el partido Unión por el Perú y el año 2014 participó en las elecciones regionales como candidato a vicegobernador regional por el Movimiento Independiente Regional Puro Áncash que lideraba el exalcalde de Huaraz Waldo Ríos Salcedo.
Dicha elección fue ganada por Puro Áncash sin embargo, el candidato Ríos Salcedo no pudo asumir el mando debido a que aún no fue considerado rehabilitado por la condena que recibió por los delitos de cohecho pasivo y receptación cometidos en el 2001. Sin embargo, el 18 de noviembre, el Jurado Nacional de Elecciones confirmó que Ríos sí podía ser elegido pero no podría ejercer el cargo hasta que se disponga su rehabilitación, por lo que se suspendió la entrega de su credencial y el nombramiento como gobernador regional de Vargas Barrenechea. El 26 de febrero de 2015, la Corte Suprema confirmó la rehabilitación de Ríos Salcedo para ejercer cargo público y el 22 de mayo, el JNE les entregó sus credenciales como gobernador regional.
El 10 de marzo de 2016, se ordenó nuevamente la captura de Ríos Salcedo por no haber acudido al proceso judicial que se le seguía sobre cuestiones vinculadas a su ejercicio de la alcaldía de Huaraz. Posteriormente, la Corte Superior de Justicia de Huaraz declaró a Ríos culpable por el delito de colusión y peculado. Por tanto, el 29 de septiembre de 2016, fue condenado a la pena de 5 años de prisión efectiva siendo recluido esa misma tarde el penal de Huaraz. Vargas Barrenechea volvió a asumir la gobernaduría regional en su condición de vicegobernador.
El 10 de abril del 2017, el primer juzgado unipersonal de Huaraz sentenció a Vargas Barrenechea a cinco años de prisión efectiva, tres años de inhabilitación y al pago de cinco mil soles de reparación civil por el delito de falsedad genérica al haber mentido en su hoja de vida presentada al Jurado Nacional de Elecciones cuando se presentó como candidato a vicegobernador regional. Ante esto, el Jurado Nacional de Elecciones resolvió convocar como nuevo gobernador regional al consejero regional por la provincia del Santa Luis Gamarra Alor para que asuma provisionalmente el gobierno regional.
Vargas Barrenechea fue liberado el 27 de junio del 2018 tras realizar jornadas de trabajo en la panadería del establecimiento penal amparándose en una norma que permite la conversión de la pena efectiva por la de jornadas de trabajo cumpliendo su pena en 14 meses y 16 días.